# ジェシー・リュー
ジェシー・リュー（Jesse Liu、本名：劉笙彙）は、台湾のミュージシャンである。ソニックのメンバーであり、ギター担当。

## 来歴
父親は、台東県出身、母親はプユマ族である。9歳の頃、シンガポールに留学し、ギターを独学で学んだ。地元の台湾人、中国人、タイ人、マレー人とバンドを結成し、ヘヴィメタルに触れた。18歳の頃に、台湾に戻り、その時にEslite Bookstore Squareでソニックのライブを観たときにソニックに魅了した。
2000年、ソニックに加入。その後「ブラック・バンド・スタジオ」を運営して音楽を制作している。
2004年にInfernal Chaos Orchestraを結成した。
2012年、楽器メーカーの「ESP」はジェニー・リューのためにギター「ESP Katana」を生産した。
2013年、第4回ゴールデントーン賞で「ベストミュージシャン」賞を受賞。